# オリバー・ロッジ
サー・オリバー・ロッジ（Sir Oliver Joseph Lodge、1851年6月12日 - 1940年8月22日）は、イギリスの物理学者、著述家。初期の無線電信の検波器に用いられたコヒーラの発明者である。また、点火プラグの発明者である。エーテルの研究でも知られる。また心霊現象研究協会のメンバーで、心霊現象を肯定する立場での活動、著述もおこなった。

## 生涯
ミッドランズ西部の現在のストーク＝オン＝トレント市内の生まれ。ロンドン大学で科学を学び、1881年にリヴァプール大学で教えるようになる。1900年にリヴァプールを離れてバーミンガム大学に移り、1919年の引退までそこに留まった。1887年王立協会フェロー選出。

## 業績
イギリスの生んだ世界的物理学者であると同時に、その物理学的概念を心霊現象の解釈に適用した最初の心霊学者でもある。すなわちロッジは目に見えない世界こそ実在で、それはこの地球をはじめとする全大宇宙の内奥に存在し、物質というのはその生命が意識ある個体としての存在を表現するためにエーテルが凝結したものに過ぎないと主張した。その著書は大小あわせて20冊を超えるが、いずれも現実界は虚の世界で霊界こそ実在界であるという、仏教の色即是空の哲学に貫かれている。
彼は霊の世界について50年以上も研究し、その結果ますます宇宙を支配する超越的知性すなわち神への畏敬の念を深めたと述べている。科学的探究がかえって宗教心を深める結果となったのである。もちろんここでいう宗教心は特定の宗教に係わるものとは違う。
早世した自身の息子レイモンドと交霊しえたと信じて『レイモンド』を著し、日本でも大正時代に野尻抱影らが翻訳し、川端康成などに影響を与えた。
ある心霊現象に係わる詐欺容疑の訴訟問題で証人として法廷に立ったことがある。その時、ロッジの前に証言した人たちが口にした"霊の世界"というのは一種の幻覚ですねと尋問されて、ロッジは首を横に振って、「この世こそ幻影の世界なのです。実在の世界は目に見えないところにのみ存在します。」と返答した。
1929年の著書「まぼろしの壁」の中でこう述べている。「われわれはよく、肉体の死後も生き続けられるだろうかという疑問を抱く。が一体その死後というのはどういう意味であろうか。もちろんこの肉体と結びついている5～70年の人生のあとのひとに違いないのであるが、私に言わせれば、こうした疑問は実に本末を転倒した思考から出る疑問にすぎない。というのは、こうして物質をまとってこの地上に生きていること自体が驚異なのである、これは実に特殊な現象というべきである。私はよく、死は冒険であるが楽しく待ち望むべき冒険である、と言ってきた。確かにそうに違いないのだか、実は真に冒険というべきはこの地上生活そのものなのである。地上生活というのは実に奇妙で珍しい現象である。こうして肉体に宿って無事地上に出て来たこと自体が奇蹟なのだ。失敗する霊がいくらでもいるのである。」

## 主な受賞歴
- 1898年 - ランフォード・メダル
- 1919年 - アルバート・メダル
- 1932年 - ファラデー・メダル

## 著作邦訳
- 『宗教問答』宍倉保訳 普光社 1911
- 『死後の生存』高橋五郎訳 玄黄社 1917
- 『心霊生活』藤井白雲訳 大日本文明協会事務所 大日本文明協会刊行書 1917
- 『レイモンド 冥界通信』高橋五郎訳 宇宙霊象研究協会 1918
  - 『他界にある愛児よりの消息』野尻抱影訳 新光社 心霊問題叢書 1922
  - 『レイモンド 人間永生の証験記録』野尻抱影訳 奎運社 1924
  - 『レイモンド 死後の生存はあるか』野尻抱影訳 人間と歴史社 1991
- 『科学より観たる信仰の本質』大野芳麿訳 洛陽堂 1921
- 『死者は生きている』抄訳.編 今村光一 叢文社 1975